# Weiden Challenger 1996
Il Weiden Challenger 1996 è stato un torneo di tennis facente parte della categoria ATP Challenger Series nell'ambito dell'ATP Challenger Series 1996. Il torneo si è giocato a Weiden in Germania dal 10 al 16 giugno 1996 su campi in terra rossa.

## Vincitori

### Singolare
Tomas Nydahl ha battuto in finale  Tommy Haas con il punteggio di 6–3, 3–6, 7–6

### Doppio
Jonathan Leach /  Mosè Navarra hanno battuto in finale  Ģirts Dzelde /  Tomas Nydahl con il punteggio di 7–6, 7–5